# Joachimówka
Joachimówka – osada w Polsce położona w województwie dolnośląskim, w powiecie milickim, w gminie Milicz.

## Położenie
Miejscowość znajduje się na terenie Parku Krajobrazowego Dolina Baryczy. Swoją siedzibę ma tutaj Państwowy Zakład Budżetowy Zakład Rybacki Potasznia (operuje na części Stawów Milickich). Na wschód od wsi duży staw Jan.
Przez wieś prowadzi  Szlak Rowerowy Doliny Baryczy.

## Historia
Wieś założona w XVII wieku przez Joachima von Maltzana z Milicza wraz z hutą żelaza wykorzystującą lokalne złoża rudy darniowej (wyrobiska przekształcono następnie na stawy rybne). 
W latach 1975–1998 miejscowość należała administracyjnie do województwa wrocławskiego.